# Wybory parlamentarne w Turkmenistanie w 2008 roku
Wybory parlamentarne w Turkmenistanie w 2008 roku odbyły się 14 grudnia. Kandydaci rywalizowali o wszystkie 125 miejsc w turkmeńskim parlamencie.
Do głosowania uprawnionych było ok. 2,5 mln obywateli kraju, spośród których oficjalnie zagłosowało 94%. W odróżnieniu od poprzednich wyborów o każdy mandat ubiegał się przynajmniej jeden kandydat, jednak niemal wszyscy reprezentowali Demokratyczną Partię Turkmenistanu, co w opinii opozycji jest sprzeczne z zasadami pluralizmu politycznego. Wybory obserwowane były przez 40 reprezentantów WNP, natomiast OBWE nie wysyłała swoich obserwatorów, gdyż według jej komunikatów obecna ordynacja wyklucza możliwość faktycznej rywalizacji wyborczej.